# Cortambert
Cortambert település Franciaországban, Saône-et-Loire megyében. Lakosainak száma 271 fő (2022. január 1.). Cortambert Bray, Blanot, Cluny, Donzy-le-Pertuis, Lournand és Massilly községekkel határos.

## Népesség
A település népességének változása:
| Lakosok száma | 223  | 230  | 241  | 232  | 232  | 232  | 245  | 258  | 271  |
|               | 2013 | 2015 | 2016 | 2017 | 2018 | 2019 | 2020 | 2021 | 2022 |